# Леслі Лампорт
Леслі Лампорт (англ. Leslie Lamport; нар. 7 лютого 1941, Нью-Йорк) — американський дослідник в галузі інформатики. Випускник з Вищої школи в Бронксі, здобув ступінь бакалавра математики в MIT 1960 р., та ступінь магістра 1963 р. і Ph.D. 1972 р. з математики в Університеті Брандейса. Його дисертація присвячена сингулярності в аналітичних диференціальних рівняннях з частинними похідними. Лампорт відомий, насамперед, за дослідження розподілених систем та як перший розробник системи LaTeX.
Леслі Лампорт працював дослідником в Massachusetts Computer Associates, SRI International, Digital Equipment Corporation та Compaq. 2001 р. перейшов до Microsoft Research в Маунтін-В'ю, Каліфорнія.

## Дослідження та праці
Дослідження Лампорта заклали фундамент в теорію розподілених систем. До його відомих праць належать, зокрема:
- «Time, Clocks, and the Ordering of Events in a Distributed System» (Час, годинники та впорядкування подій в розподіленій системі),[5] що отримала премію Дейкстри за 2000 рік[6]
- «How to Make a Multiprocessor Computer That Correctly Executes Multiprocess Programs» (Як створити багатопроцесорний комп'ютер, який правильно виконує багатопроцесові програми)[7], яку він визначив як послідовну узгодженість,
- «The Byzantine Generals Problem» (Задача візантійських генералів),[8]
- «Distributed Snapshots: Determining Global States of a Distributed System» (Розподілені знімки: визначення глобальних станів розподіленої системи),[9] та
- «The Part-Time Parliament» (Парламент на не повну ставку)[10].

Ці статті присвячені таким поняттям, як логічні годинники (та відношення трапилось до) та Задача візантійських генералів. Вони належать до числа найцитованіших праць в галузі інформатики, в них описані алгоритми розв'язання багатьох фундаментальних проблем розподілених систем, зокрема:
- Паксос алгоритми для пошуку консенсусу.
- алгоритм пекарні для взаємного виключення багатьох нитей в обчислювальних системах, які використовують багато ресурсів.
- Алгоритм знімку для визначення узгоджених глобальних станів.

Лампорт також відомий завдяки дослідженням часової логіки, де він розробив часову логіку дій (TLA).
До останніх розробок належить TLA+, логіка для специфікації та дослідження багатопотокових та реактивних систем, яку він описав в книзі «Specifying Systems: The TLA+ Language and Tools for Hardware and Software Engineers» (Специфікація систем: мова та засоби TLA+ для розробників програмного і апаратоного забезпечення) та називає «донкіхотською спробою подолати відразу інженерів до математики».

## Відзнаки
Лампорт отримав чотири ступені почесного доктора від Європейських університетів: Університет Ренн та Кільський університет в 2003, Лозанни в 2004 та Університет Лугано в 2006. 2004 р., здобув нагороду імені Емануеля Піора від IEEE. 2005 р., стаття «Reaching Agreement in the Presence of Faults» (Досягнення згоди за відсутності збоїв) отримала приз імені Дейкстри. На відзнаку 60-ти років з дня народження Лампорта була організована серія лекцій на 20-му симпозиумі з принципів розподілених обчислень (PODC 2001).. 2013 року став лауреатом Премії Тюрінга.

## Різне
Лампорт автор афоризму:

| Розподілена система — це система в якій комп'ютер, про існування якого ви навіть не здогадувались, може зробити ваш комп'ютер непрацездатним. |